# Oreophryne
Oreophryne is een geslacht van kikkers uit de familie smalbekkikkers (Microhylidae). De groep werd voor het eerst wetenschappelijk beschreven door Oskar Boettger in 1895. Later werd de wetenschappelijke naam Mehelyia gebruikt.
Er zijn 69 soorten waaronder enkele recentelijk ontdekte soorten. Twaalf soorten zijn pas voor het eerst in 2016 wetenschappelijk beschreven zodat in de literatuur een lager soortenaantal wordt vermeld. Alle soorten komen voor in delen van Azië en leven in de landen Filipijnen, Celebes, de Kleine Soenda-eilanden en Nieuw-Guinea inclusief Nieuw-Brittannië.

## Taxonomie
Geslacht Oreophryne
- Soort Oreophryne albomaculata
- Soort Oreophryne albopunctata
- Soort Oreophryne alticola
- Soort Oreophryne ampelos
- Soort Oreophryne anamiatoi
- Soort Oreophryne anser
- Soort Oreophryne anthonyi
- Soort Oreophryne anulata
- Soort Oreophryne asplenicola
- Soort Oreophryne atrigularis
- Soort Oreophryne aurora
- Soort Oreophryne banshee
- Soort Oreophryne biroi
- Soort Oreophryne brachypus
- Soort Oreophryne brevicrus
- Soort Oreophryne brevirostris
- Soort Oreophryne cameroni
- Soort Oreophryne celebensis
- Soort Oreophryne choerophrynoides
- Soort Oreophryne clamata
- Soort Oreophryne crucifer
- Soort Oreophryne curator
- Soort Oreophryne equus
- Soort Oreophryne ezra
- Soort Oreophryne flava
- Soort Oreophryne flavomaculata
- Soort Oreophryne frontifasciata
- Soort Oreophryne furu
- Soort Oreophryne gagneorum
- Soort Oreophryne geislerorum
- Soort Oreophryne geminus
- Soort Oreophryne graminis
- Soort Oreophryne habbemensis
- Soort Oreophryne hypsiops
- Soort Oreophryne idenburgensis
- Soort Oreophryne inornata
- Soort Oreophryne insulana
- Soort Oreophryne jeffersoniana
- Soort Oreophryne kampeni
- Soort Oreophryne kapisa
- Soort Oreophryne lemur
- Soort Oreophryne loriae
- Soort Oreophryne matawan
- Soort Oreophryne meliades
- Soort Oreophryne mertoni
- Soort Oreophryne minuta
- Soort Oreophryne moluccensis
- Soort Oreophryne monticola
- Soort Oreophryne nana
- Soort Oreophryne notata
- Soort Oreophryne oviprotector
- Soort Oreophryne parkeri
- Soort Oreophryne parkopanorum
- Soort Oreophryne penelopeia
- Soort Oreophryne philosylleptoris
- Soort Oreophryne picticrus
- Soort Oreophryne pseudasplenicola
- Soort Oreophryne pseudunicolor
- Soort Oreophryne roedeli
- Soort Oreophryne rookmaakeri
- Soort Oreophryne sibilans
- Soort Oreophryne streiffeleri
- Soort Oreophryne terrestris
- Soort Oreophryne unicolor
- Soort Oreophryne variabilis
- Soort Oreophryne waira
- Soort Oreophryne wapoga
- Soort Oreophryne wolterstorffi
- Soort Oreophryne zimmeri

Aphantophryne · 
Asterophrys · 
Austrochaperina · 
Barygenys · 
Callulops · 
Choerophryne · 
Cophixalus · 
Copiula · 
Gastrophrynoides · 
Genyophryne · 
Hylophorbus · 
Liophryne · 
Mantophryne · 
Metamagnusia · 
Oninia · 
Oreophryne · 
Oxydactyla · 
Paedophryne · 
Pseudocallulops · 
Sphenophryne · 
Xenorhina